# Evelyn Lincoln

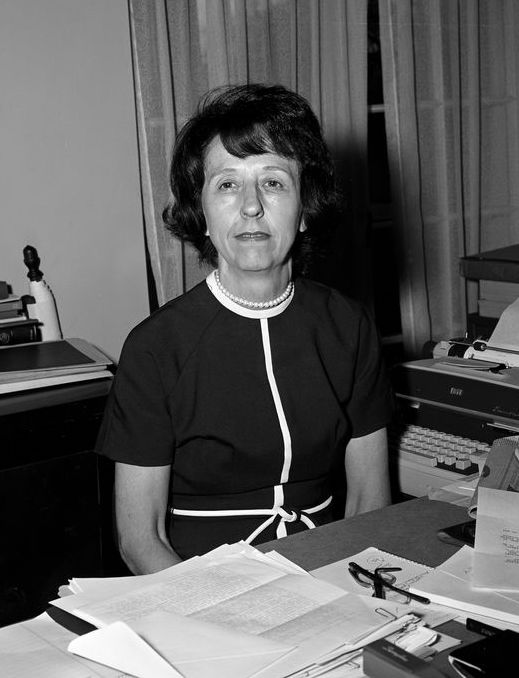
Evelyn Lincoln

Evelyn Maurine Lincoln (geborene Norton; * 25. Juni 1909 in Polk County, Nebraska; † 11. Mai 1995 in Washington, D.C.) war eine US-amerikanische Angestellte im Weißen Haus, persönliche Sekretärin von John F. Kennedy und Sachbuch-Autorin.

## Leben
Evelyn Lincoln war die Tochter des Politikers John N. Norton. Sie war von 1953 bis 1963, von seiner Wahl in den Senat der Vereinigten Staaten bis zu seiner Ermordung (Attentat auf John F. Kennedy), die persönliche Sekretärin des Präsidenten der Vereinigten Staaten, John F. Kennedy. Evelyn Lincoln war Teil beachteter Berichterstattung, weil sie zahlreiche Dokumente und Hinterlassenschaften John F. Kennedy betreffend an sich nahm und nach dessen Ermordung verkaufte und wegen Aussagen in einem von ihr veröffentlichten Buch. In ihrem 1968 erschienenen Buch Kennedy and Johnson behauptete sie, dass Präsident Kennedy ihr drei Tage vor dem Attentat mitgeteilt habe, dass er seinen damaligen Vize-Präsidenten, Lyndon B. Johnson, ersetzen wolle. Da dieser nach dem Tod Kennedys zu seinem Nachfolger im Amt des Präsidenten wurde und ihm ein anderer Weg dahin, etwa die eigene Wahl, nicht zugetraut wurde, diente diese Aussage einigen Verschwörungstheoretikern als Beleg für die sogenannte LBJ-Verschwörungstheorie.

## Buchveröffentlichungen
- My 12 Years With John F. Kennedy
- Kennedy and Johnson, 1968